# Mały Regiel

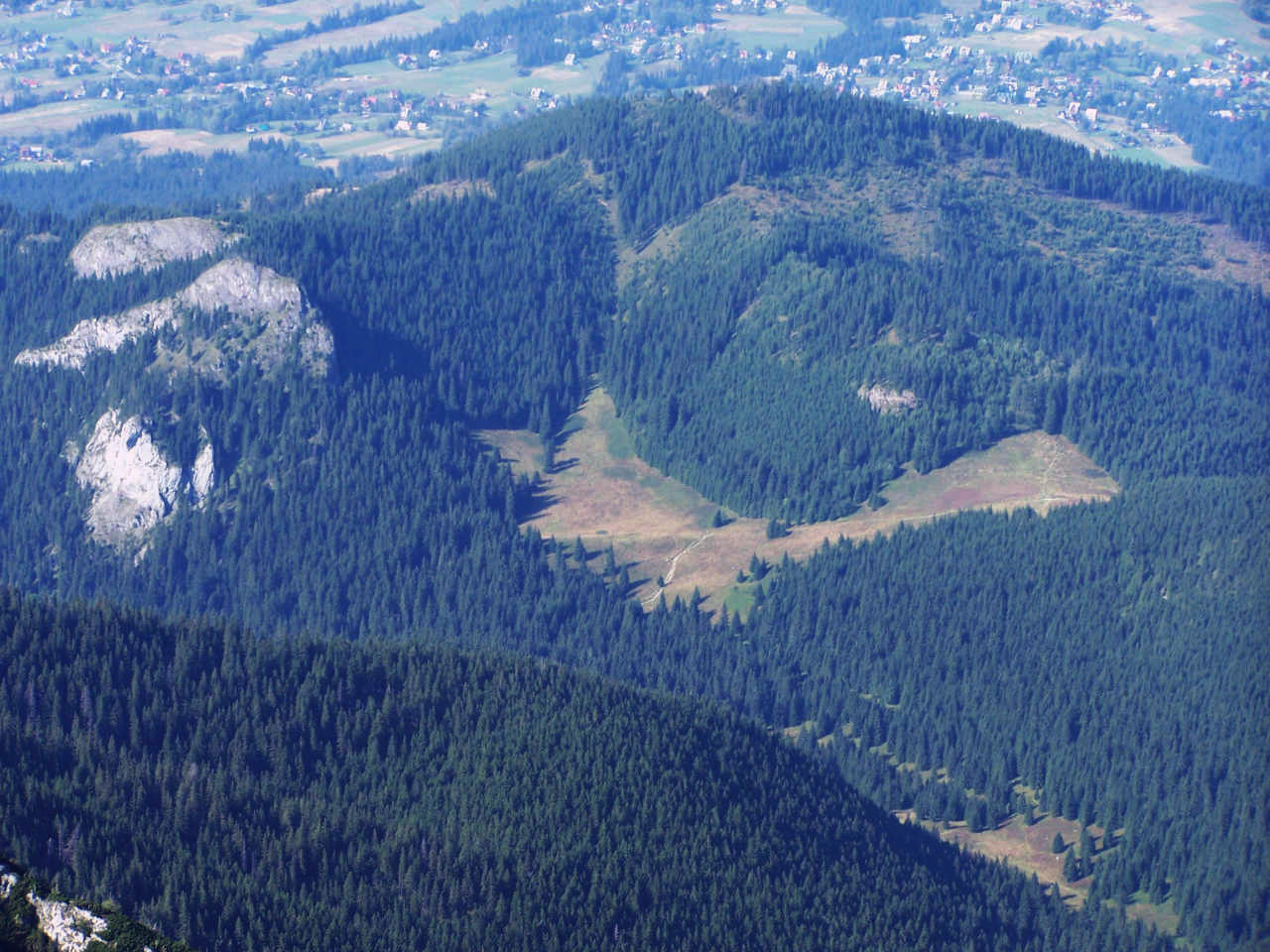
Gipfel mit der Alm Miętusia Polana

Die Mały Regiel ist ein Berg in der polnischen Westtatra mit 1141 Metern Höhe. Sie liegt auf dem Gemeindegebiet von Kościelisko. 

## Lage und Umgebung
Die Mały Regiel liegt in der polnischen Tatra oberhalb des Tals Dolina Małej Łąki.

## Tourismus
- Auf den Gipfel führen markierte Wander- und Fahrradwege sowie eine Skilanglaufloipe, die ▬ schwarz markierte Droga pod Reglami.

Als Ausgangspunkt für eine Besteigung des Gipfels eignen sich die Ornak-Hütte und die Chochołowska-Hütte.

## Belege
- Zofia Radwańska-Paryska, Witold Henryk Paryski, Wielka encyklopedia tatrzańska, Poronin, Wyd. Górskie, 2004, ISBN 83-7104-009-1.
- Tatry Wysokie słowackie i polskie. Mapa turystyczna 1:25.000, Warszawa, 2005/06, Polkart, ISBN 83-87873-26-8.